# Irène d’Olszowska
Irène d’Olszowska est une dentellière belge active durant les années 1910. Elle est une des premières créatrices à avoir introduit les élégants motifs courbes de l’Art nouveau dans la dentelle belge, ce pour quoi elle a été largement saluée. 

## Biographie
Elle étudie avec Adolphe Crespin (1859-1944) et habite à Ixelles rue de l'Aurore, 43.

### Les Arts de la femme
L'Exposition universelle de Liège en 1905 présente un Palais de la Femme destiné à présenter les achèvements de la Belgique dans le secteur du travail féminin à domicile. A ce pavillon est annexé un Pavillon de la dentelle. Cette ségrégation entre artistes masculins et féminins est vivement contestée par les principales intéressées : « Nous ne sommes ni graveurs ni ornemanistes ni ciseleurs ni médailleurs ni sculpteurs. Nous sommes des femmes et de par cet état, obligées, trop souvent, et malgré nous, à exposer nos objets au Pavillon de la Femme - et pas ailleurs. ». Irène d'Olszowska cependant y présente un projet d'éventail en dentelle Art nouveau. Le jury le considère comme impossible à réaliser et elle ne reçoit qu'un « prix de commisération » comme le déplore Hippolyte Fierens-Gevaert. Elle réussit cependant à le faire réaliser dans des ateliers brugeois et l'expose deux ans plus tard.
L’Association Les Arts de la femme est créée, sous le Haut patronage de la princesse Elisabeth, le 29 mars 1908 par Mathilde Mayer-Philippson (1856-1926) qui en prend la présidence. Elle a « pour objet exclusif de faciliter aux femmes qui pratiquent les industries féminines le placement des produits de leur travail, l'acceptation en dépôt et la vente par son entremise pour compte des productrices des marchandises confectionnées par elles. ». Un "Comité de la dentelle" est mis en place dès la deuxième année sous le Haut patronage de la princesse Clémentine. Afin de promouvoir la dentelle manuelle face à l'industrialisation, l'association organise des formations pour permettre aux dentellières de retrouver des compétences qui ont été perdues au fil du temps. Irène d'Olszowska y enseigne le cours de perfectionnement des motifs.
Irène d'Olszowska réalise le dessin d'un châle en dentelle de Malines commandé par la reine Elisabeth à l'association. Elle réalise également des dessins pour des pièces de dentelle offertes à la reine des Pays-Bas .

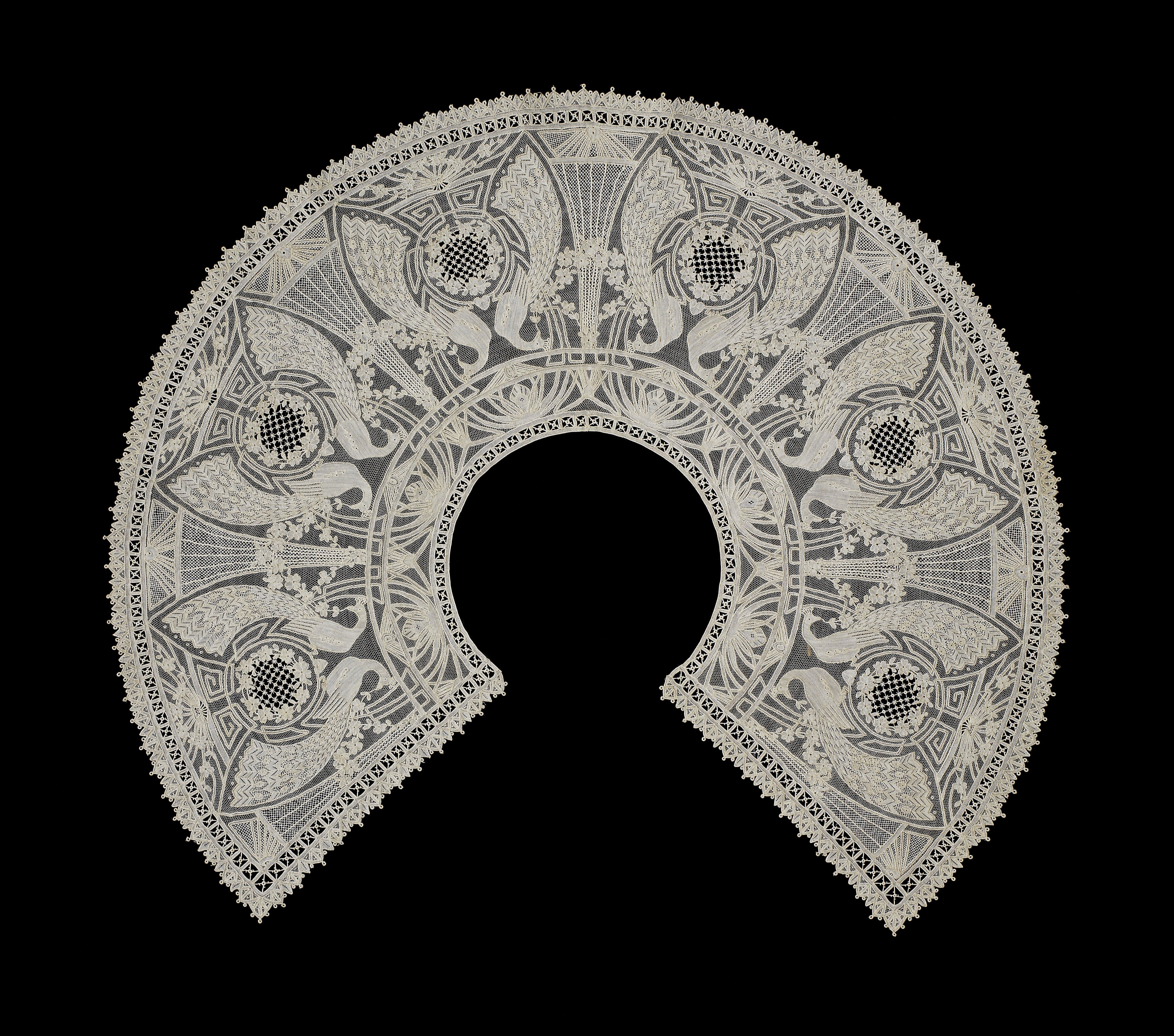
Col rond en dentelle de Bruxelles à l'aiguille avec un motif de paons et de fleurs réalisé par Irène d'Olszowska

Elle présente régulièrement ses pièces lors des expositions organisées par les Arts de la femme, notamment en décembre 1911, l'exposition internationale de dentelle à Rotterdam où elle présente un grand nombre de pièces, l'exposition internationale d'architecture et des arts décoratifs de Liège en 1911 et l'exposition universelle de Gand en 1913. Elle présente à Liège un éventail en dentelle, un col aux motifs de nénuphars et un centre de table en dentelle de Venise, avec des motifs de paons et des reliures portant les titres La Mer et Récits mérovingiens et à Gand, un éventail travaillé à l'aiguille dans différents points de dentelle. 
Elle fait partie du jury du Salon d'art religieux qui se tient à Bruxelles en 1920. 
On trouve des œuvres d'Irène d'Olszowska notamment au Rijksmuseum.